# Gumnišče
Gumnišče je naselje v Občini Škofljica.
Leži na robu Ljubljanskega Barja na slemenu med Gumniškim vrhom in Stražo ob glavni cesti Škofljica - Kočevje. Od Ljubljane je oddaljeno 13 km, od Škofljice pa 3 km.

## Zgodovina
V časih furmanstva je imela vas zelo pomembno prometno vlogo, saj je prav skozi njo potekala glavna prometnica Ljubljana - Kočevje. Zato so bile v njej tri kovačije in tri gostilne.
Gumnišče je osrednji kraj med Škofljico in Šmarje-Sap, kjer je 12.9.1813 potekala velika krvava bitka, med francosko vojsko, pod poveljstvom Eugene de Beavharnais-a in avstrijsko vojsko. Francozi so izgubili v bitki okrog 600 mož.

## Zgradbe

### Cerkev Svetega Duha
V vasi stoji v osnovi gotska, pozneje barokizirana podružnična cerkev Sv. Duha. Prvič se omenja leta 1526 v popisu dragocenosti kranjskih cerkva, starost pa določajo gotske freske furlanske smeri (Sv. Katarina) pod zvonikom, ki so datirane v leta 1420-1430. Nekoč so stavbo imenovali Bela cerkev (Weisskirchen). Valvasor jo omenja med šmarskimi podružnicami. Glavni oltar je izredno kakovostno delo, posvečen pa je Marijinemu kronanju. Nastal je leta 1686, pripisan pa je Jerneju Plumbergerju (Blumbergerju) - mojstru, ki je izdelal tudi veliki oltar na Muljavi. Notranjost cerkve je poslikana s poznogotskimi freskami krovaških malarjev (potujočih slikarjev iz Istre), ki so sedaj skrite pod beležem. Ostanke vidimo le na podstrešju nad obokom ladje, kar dokazuje, da je imela ladja včasih raven strop.
Pomemben inventar je baročni kelih iz leta 1693, ki pa je sedaj shranjen na varnem mestu.

### Druge zgradbe
- Kapela Matere Božje v središču vasi je bila postavljena leta 1818. Je odprtega tipa.
- V vasi je Materinski dom Karitas, ki nudi zavetje materam v stiski, nedaleč stran pod Gumniškim vrhom pa je enota Centra Dolfke Boštjančič.

## Naravne znamenitosti
V vasi rasteta dve veliki lipi, ena pri cerkvi, druga pri Lešnjaku.